# John Carter of Mars (verhalenbundel)
John Carter of Mars is een boek uit het science fantasy-genre. Het boek bundelt twee verhalen: "John Carter and the Giant of Mars" en "Skeleton Men of Jupiter", geschreven door twee Amerikaanse schrijvers: het eerste verhaal is van John Coleman Burroughs, het tweede verhaal van diens vader Edgar Rice Burroughs. Het kan worden gezien als het elfde en laatste boek uit de Barsoom-serie.
De verhalenbundel werd in 1964 uitgebracht door Canaveral Press, 14 jaar na het overlijden van Edgar Rice Burroughs. Beide verhalen zijn online beschikbaar via het Australische project Gutenberg.

## John Carter and the Giant of Mars

### Achtergrond
John Carter and the Giant of Mars werd geschreven door John Coleman Burroughs, die destijds ook illustrator was van een op de Barsoom-verhalen gebaseerde krantenstrip. Daarmee is dit het enige Barsoom-verhaal dat niet door Edgar Rice Burroughs is geschreven, maar wel tot de officiële reeks wordt gerekend. John Coleman schreef het verhaal in 1940 voor de boekenserie Big Little Book, een serie van voornamelijk op jongere lezers gerichte verhalen uitgegeven door Western Publishing. In 1941 werd het verhaal eveneens gepubliceerd in het tijdschrift Amazing Stories. Hiervoor werd het verhaal met nog 6000 woorden aangevuld, daar de limiet voor de Big Little Book-verhalen op 15.000 woorden lag. 
Coleman Burroughs gebruikte duidelijk een andere schrijfstijl dan zijn vader. Het verhaal is geschreven in de derde persoon, en maakt voornamelijk gebruik van Engelse termen voor de Martiaanse flora en fauna, waar Edgar Rice Burroughs er juist de voorkeur aan gaf zelfverzonnen woorden hiervoor te gebruiken. Het verhaal is relatief simpel opgezet en er komen in verhouding weinig personages in voor. Het verhaal wordt doorgaans door fans van de Barsoom-boeken als het minste in de reeks beschouwd.

### Inhoud
Terwijl John Carter en Dejah Thoris op inspectieronde zijn door Helium, wordt Dejah Thoris ontvoerd. De ontvoerder laat een bericht achter waarin hij eist dat Helium al zijn metaalfabrieken afstaat.
Carter organiseert een zoektocht waar ook Tars Tarkas deel van uitmaakt. Hij vindt Dejah Thoris terug in de ruïnes van de stad Korvas. Wanneer John Carter zich daar eveneens naartoe begeeft, wordt hij geconfronteerd met een kolossaal, monsterlijk wezen genaamd Joog. Carter kan aan de reus ontkomen en bereikt, via een reeks tunnels waar hij zich een weg langs Martiaanse driebenige ratten moet vechten, de kamer waar Dejah Thoris en ook Tars Tarkas worden vastgehouden. Dejah Thoris’ ontvoerder maakt zich bekend. Het blijkt een Hormad, een van Ras Thavas’ kunstmatige levensvormen uit Synthetic Men of Mars, genaamd Pew Mogel te zijn. Hij was een tijd Ras Thavas’ leerling en heeft diens methode om hersenen te transplanteren gebruikt om de hersenen van een groot aantal Rode Martianen (voornamelijk misdadigers en huurmoordenaars) over te zetten in de lichamen van Witte Apen en zo een leger te maken. Ook heeft hij Joog geschapen uit het vlees van 10.000 rode mannen en Witte Apen. Met zijn leger wil hij eerst Helium veroveren om de wapenindustrie van de stad in handen te krijgen, om vervolgens een greep te doen naar wereldoverheersing.
Pew Mogel vertrekt met zijn leger, dat zich verplaatst op de rug van Martiaanse roofvogels genaamd Malagors, richting Helium. Zijn drie gevangenen laat hij achter in een put die spoedig onder water zal lopen. Van Tars Tarkas hoort John Cater dat Pew Mogel reeds een valse boodschap naar Helium gestuurd heeft om de oorlogsvloot weg te lokken. John Carter, Dejah Thoris en Tars Tarkas weten uit hun benarde positie te ontsnappen en haasten zich naar Helium. Tars Tarkas verzamelt de troepen van de Tarks terwijl Carter de vloot waarschuwt over de misleiding. Bij Helium komt het tot een zware veldslag tussen de legers van Pew Mogel, Helium en de Tarks, maar Pew Mogel heeft dankzij Joog duidelijk de overhand. Hierop komt John Carter met een nieuwe strategie. Hij laat tien schepen zich terugtrekken naar Korvas en daar een groot aantal van de driebenige ratten vangen, die vervolgens boven het slagveld worden losgelaten. De ratten zorgen voor paniek onder de Malagors. De vogels vluchten en zonder luchttroepen wordt Pew Mogels leger op de grond snel verslagen. John Carter confronteert Pew Mogel zelf in de koepel op Joogs hoofd vanwaar hij de reus bevelen geeft. Carter onthoofdt hem en geeft Joog het bevel om zich terug te trekken. Die avond vieren Helium en de Tarks hun overwinning.

## Skeleton Men of Jupiter

### Achtergrond
Skeleton Men of Jupiter werd oorspronkelijk gepubliceerd in 1943 in het tijdschrift Amazing Stories. Het was de bedoeling dat dit het eerste verhaal zou worden in een reeks korte verhalen, die dan samen in boekvorm konden worden uitgebracht (gelijk aan de opzet van het vorige boek, Llana of Gathol). Burroughs kwam er echter in zijn leven niet meer aan toe om de geplande vervolgen te schrijven. Het verhaal kent dan ook een open einde. Wel hebben in de loop der jaren verschillende andere auteurs geprobeerd het verhaal af te maken.

### Verhaal
Op een avond wordt John Carter in zijn paleis overvallen door een groep humanoïde wezens, die eruitzien als wandelende skeletten (hun huid is zo dun dat botten en organen erdoorheen zichtbaar zijn). Ze overmeesteren hem en nemen hem mee in een vreemd uitziend schip dat duidelijk niet van Barsoom afkomstig is. Aan boord van het schip bevindt zich ook een Martiaan genaamd U-Dan. Hij legt Carter de situatie uit; de skeletmannen zijn Morgors en komen van de planeet Jupiter (of Sasoom, zoals de Martianen de planeet noemen). De Morgors zijn van plan binnenkort een invasie tegen Barsoom te lanceren en willen John Carter dwingen hen meer te vertellen over Martiaanse technologie en oorlogsvoering. De Morgors zelf zijn volgens U-Dan een uitermate wreed en krijgszuchtig ras; oorlog is het enige waar ze aan kunnen denken. Ze beschikken over geavanceerde technologie, zoals hun ruimteschepen die onder andere onzichtbaar kunnen worden door ze te bedekken met een speciaal, magnetisch zand dat het licht afbuigt. U-Dan zelf verontschuldigt zich voor zijn aandeel in John Carters gevangenneming, maar hij heeft geen keus; de Morgors hebben zijn vriendin, Vaja, gegijzeld.
Tijdens de 18 dagen durende reis naar Jupiter wordt John Carter hardhandig gedwongen de taal van de Morgors te leren. Op Jupiter blijkt nogmaals hoe weinig de Morgors om niet aan oorlog gerelateerde zaken geven; de steden zijn erg monotoon en alle Morgors, van de laagste soldaten tot de hoogste officieren, dragen precies hetzelfde type kleding met enkel een metalen plaatje dat hun rang aangeeft. Zelfs de keizer, Bandolian, is niet anders gekleed dan zijn onderdanen. Op Jupiter ontmoet John Carter een oude vijand van hem, Multis Par, prins van de stad Zor die vijf jaar eerder door Helium verslagen werd in een oorlog. Hij heeft zich bij de Morgors aangesloten, en het was zijn idee dat ze juist John Carter gevangen zouden nemen. Carter wordt bij aankomst naar Bandolian gebracht, maar weigert elke medewerking. Hij wordt vervolgens samen met U-Dan opgesloten in een cel, terwijl de Morgors op advies van Multis Par teruggaan naar Barsoom om ook Dejah Thoris te halen, in de hoop Carter zo te dwingen tot medewerking. In zijn cel ontmoet Carter Zan Dar, een Savator (een andere intelligent ras dat Jupiter bewoont en door de Morgors als slaven gebruikt wordt). Na een paar dagen krijgen ze tevens gezelschap van een Morgor, Vorian, die ter dood veroordeeld is omdat hij een invloedrijke officier gedood heeft. Hij is bereid om John Carter, U-Dan en Zan Dar te helpen ontsnappen, op voorwaarde dat Zan Dar belooft hem mee te zullen nemen naar zijn thuisland Zanor (een eiland dat door de hoge bomen en bergen perfecte bescherming biedt tegen de Morgors) en daar asiel te verlenen.
Dejah Thoris wordt inderdaad ook naar Jupiter gehaald, maar ze spoort haar man aan desondanks niets los te laten over de krijgsmacht van Helium. Die avond voeren de vier gevangenen hun ontsnappingsplan uit. Ze breken het slot van hun cel open. Eenmaal buiten doen John Carter, U-Dan en Zan Dar zich voor als slaven van Vorion om geen aandacht te trekken. Ze stelen een van de ruimteschepen en begeven zich naar de toren waar Dejah Thoris en Varia vast worden gehouden. De vrouwen worden gered en ontkomen samen met U-Dan, Vorion en Zan Dar in het gestolen schip, maar John Carter raakt in een gevecht verwikkeld met Multis Par en wordt weer gevangen.
Na zijn gevangenneming krijgt John Carter van de Morgors nog 1 kans om mee te werken, onder de belofte dat hij een hoge positie zal krijgen in Bandolians heerschappij over Barsoom. Wanneer hij blijft weigeren wordt hij ter dood veroordeeld. Samen met 20 Savators zal hij worden gebruikt voor het militaire eindexamen, waarbij nieuwe soldaten hun opleiding moeten voltooien in een gevecht tot de dood met krijgsgevangenen. Onder John Carters leiding weten de Savators ditmaal echter alle rekruten te doden, waarna Carter met de overlevenden de arena ontvlucht. Wat volgt is een maandenlange voettocht over Jupiter, waarin John Carter geholpen door de Savators Han Du en Pho Lar tracht Zanor te bereiken. Zodra ze in Han Du’s dorp komen, worden ze weer aangevallen door een groep Morgors, maar John Carter weet hen te verslaan en hun schip te stelen. Het verhaal eindigt met de mededeling dat John Carter met het gestolen schip Zandor bereikt en verwacht spoedig herenigt te zullen worden met Dejah Thoris. Of zij, en de anderen die met haar ontsnapten, ook echt daar zijn wordt echter in het midden gelaten, noch is bekend hoe het verder zal gaan met de invasieplannen van de Morgors.